# Dirty Tricks
Dirty Tricks é um telefilme britânico de 2000 dirigido por Paul Seed, estrelando Martin Clunes.

## Prêmios
| Ano  | Prêmio                                    | Categoria               | Resultado |
| ---- | ----------------------------------------- | ----------------------- | --------- |
| 2001 | Emmy Internacional                        | Melhor Drama            | Venceu    |
| 2001 | San Francisco International Film Festival | Melhor Drama/Minissérie | Venceu    |